# Quercus sichourensis
Quercus sichourensis là một loài thực vật có hoa trong họ Cử. Loài này được (Y.C.Hsu) C.C.Huang & Y.T.Chang miêu tả khoa học đầu tiên năm 1992.

## Hình ảnh